# Grand Theft Auto: San Andreas
Grand Theft Auto: San Andreas je akční počítačová hra s kriminální zápletkou od firmy Rockstar Games, distributorem je firma Take 2. San Andreas je třetí trojrozměrná hra ze série Grand Theft Auto a osmá hra ze série v pořadí celkem. Hra byla vydána roku 2004, původně pouze pro konzoli PlayStation 2. Verze pro konzoli Xbox, Microsoft Windows a Mac OS byla vydána o rok později.
V roce 2014 byla uvedena verze pro Android, iOS a Windows Phone.
V roce 2021 byla vydána definitivní edice na PS4, PS5, Nintendo Switch, Xbox One a Xbox Series X/S.

## Postavy
Carl Johnson (přezdívaný „CJ“) vyrůstal v problematické rodině se dvěma bratry (Sweet, Brian), sestrou (Kendl) a matkou (Beverly) bez otce, který mu zemřel již v mládí. Carl po smrti jeho bratra Briana z Los Santos odjíždí do Liberty City. Z Liberty City se do Los Santos vrací až po pěti letech na matčin pohřeb. Postavu namluvil Young Maylay.
Sean Johnson (přezdívaný „Sweet“) je nejstarší z bratrů Johnsonových. Po smrti otce převzal zodpovědnost za zbytek rodiny. Stal se členem gangu a později ho začal i vést. I přes všechny nekalé věci, co v životě udělal, se snaží držet dál od drog a jeho gang se obchodu s drogami neúčastní. Smrt bratra Briana dával za vinu jeho druhému bratru Carlovi a ten kvůli nátlaku, který na něj Sweet vyvíjel, odešel do Liberty City. To, že Carl opustil rodinu v těžké situaci, mu Sweet neodpustil a i po jeho návratu ho považoval za slabocha. Postavu namluvil Faizo.
Lance Wilson (přezdívaný „Ryder“) je CJův zhulený kamarád. Hned k začátku se s ním jdete ostříhat a vykrást obchod (to se nakonec nepovede). Jeho povaha se rovná k americkému rapperovi Snoop Doggovi, ale vzhled má jako Eazy E. Kdykoliv k němu přijdete, užívá trávu. Postavu namluvil MC Eiht.

## Příběh
Příběh se točí kolem gangstera Carla „CJ“ Johnsona, který se roku 1992 vrací do rodného Los Santos poté, co se dozví, že byla jeho matka zavražděna. Zde nachází svou rodinu a pár zbývajících členů rozpadajícího se gangu Grove Street Families.
CJ se pak seznámil s přítelem své sestry Kendl, Mexičanem Caesarem Vialpandem, který ho naučil jezdit s auty s hydraulikou (tzv. lowridery) a závodit.
CJ společně se svým bratrem Sweetem a svými rodinnými přáteli Ryderem a Big Smokem začal obnovovat sílu gangu a podnikat různé akce. Ovšem pár věcí se mu nezdálo, např. že se Big Smoke odstěhoval z jejich rodné čtvrti do Idlewoodu a párkrát tam u něj doma na návštěvě narazil na dvojici zkorumpovaných policistů (Franka Tenpennyho a Eddieho Pulaskiho), se kterými měl už dříve problémy. Stejně tak na ně narazil i doma u Rydera, který v jednom kuse hulil trávu a crack, chtěl ukrást náklad plný zbraní a odmítal CJovi říct na co je potřebuje.
Pak se CJ setkal s dalším starým známým – bývalým gangsterem OG Locem, který zrovna vyšel z vězení a chtěl se stát raperem, ovšem mu v tom bránil slavný raper Madd Dogg a navíc na to neměl prostředky a dostatek financí, tak umýval WC v rychlém občerstvení. CJ mu pomohl získat aparaturu a dostat Madd Dogga na úplné dno (vloupal se do jeho luxusní vily, ukradl mu knihu veršů a zabil jeho manažera) tím pádem OG Locovi pomohl v jeho kariéře a stal se tak nejlepším raperem ve městě.
Potom, když se zdálo, že se CJovi a jeho gangu podařilo konečně obnovit všechny síly a získat zpět svá území, jeli společně se Sweetem, Big Smokem a Ryderem oslavovat do hotelu, ovšem je vyrušila zásahová jednotka SWAT a policie, naštěstí jim ujeli. Sweet byl přesvědčený, že je práskli Ballasové, chtěl jich pár postřílet, tak se schylovalo k velké bitvě mezi gangy GSF a Ballas pod Mulhollandskou křižovatkou. Když tam CJ měl namířeno, tak mu ale zavolal Cesar, aby se přišel na „něco“ podívat – že to nepočká.
Jak tam CJ dorazil, tak byl z toho úplně v šoku co viděl.
Jeho dva nejbližší přátelé Big Smoke a Ryder, které znal celý svůj život, ho zradili, začali spolupracovat s gangem Ballas a zkorumpovanými policisty Tenpennym a Pulaskim a očividně zabili i CJovu matku (což byla ale nešťastná náhoda, chtěli zabít původně Sweeta, aby mohli gang zapojit do obchodu s drogami, což Sweet odmítal)
Takřka hned mu došlo, že policie a dvojnásobná přesila Ballasů už míří přímo pod Mulhollandskou křižovatku, zabít Sweeta. CJ na místo dorazil včas a zachránil Sweetovi život, ale i přesto byl zatčen. CJ se probral s pytlem na hlavě kdesi na venkově v autě s Tenpennym a Pulaskim. Ti Carlovi řekli, že Sweet žije, že je ve vězeňské nemocnici a čeká ho soud. Gang Grove Street Families se rozpadl, vedení se chopili zrádci Ryder a Big Smoke a CJ byl z města vykázán, v Los Santos začali vládnout Ballasové.
Na venkově udělal pro zkorumpované policisty jednu práci a rozhodl se tam zůstat. Časem tam za ním přijeli Kendl i s Caesarem a CJ tam poznal nové lidi (Caesarovu sestřenici Catalinu, se kterou začal na venkově vykrádat podniky a Holandského hipíka The Trutha)
Catalina se časem do CJe zamilovala, ovšem on její lásku neopětoval, tak zklamaná si našla nového přítele (němého protagonistu z GTA 3 Clauda) a odjela s ním do Liberty City. CJ na venkovských závodech vyhrál garáž a autodílnu v San Fierru, kam se pak společně s Kendl a Caesarem odebral. Přidal se k ním i The Truth jelikož na venkově byl pod policejním dohledem a Tenpenny ho obral o jeho farmu s marihuanou.
V San Fierru CJ s pomocí The Trutha našel pár pomocníků do autodílny a byl na stopě něčemu hodně velkému. Zjistil, že jeho bývalý, zrádný kámoš Ryder spolupracuje s místní organizací Loco Syndicate, která v San Fierru má svou vlastní továrnu na výrobu drog. CJ tak začal pro ně pracovat, za účelem aby se dozvěděl nějaké info. Mezitím se spřátelil se šéfem Čínské mafie Triád Woozim, udělal pro něj pár misí, získal si tak jeho respekt a stali se dobrými obchodními partnery. Pak, když CJ zjistil nějaké info, zabil pár členů organizace (pasáka Jizzyho B, mexického gangstera T-Bonea Mendeze a nakonec i samotného zrádného Rydera).
Potom se CJ odebral do pouště, kde se setkal s vládním agentem Mikem Torenem, který v utajení pracoval jako šéf Loco Syndicate, aby se taky mohl dozvědět nějaké info. Slíbil mu že mu časem pomůže dostat ven z vězení jeho bratra, ale napřed pro něj CJ musel udělat pár špionážních misí v poušti, absolvovat leteckou školu a naučit se létat.
Pak se odebral do Las Venturas, kde si ho Woozie pozval do svého nově otevřeného kasina.
Ve městě poznal CJ nové lidi – Kena Rosemberga a Kenta Paula (staré známé tváře z Vice City), jejich kámoše Maccera a slavného rappera Madd Dogga, který už byl na dně a pokusil se o sebevraždu. CJovi bylo líto, jak ho nevědomky dohnal na dno, aby pomohl Locovi ke slávě, tak ho zachránil a slíbil mu, že mu bude dělat hudebního manažera a získá pro něho zpátky jeho luxusní vilu, o kterou ho obral hispánský gang Vagos. Tak CJ se po dlouhé době vrátil zpátky do Los Santos, vzal s sebou Kendl i Caesara, pomohl Madd Doggovi získat zpět jeho vilu a Kena Rosemberga, Kenta Paula a Maccera vzal do jeho nahrávacího studia jako kapelu, zvukaře a účetního.
Pak si ho ale vyhledal tajný agent Mike Toreno a slíbil mu že zařídí propuštění jeho bratra, když pro něj ukradne z letadlové lodi vojenskou stíhačku. Což CJ udělá, Toreno splní dohodu a zařídí propuštění Sweeta. CJ ho jede vyzvednout, je rád, že ho po dlouhé době vidí, začne se vychloubat, co všechno mezitím zažil, jaké nové lidi poznal, jak procestoval celý San Andreas (Venkov, San Fierro, Poušť, Las Venturas) a co všechno nového získal, jak zbohatnul atd. CJ pak jel se Sweetem zpátky do jejich rodné čtvrti, získali ji zase pro sebe a chtěli zase svůj gang postavit na nohy.
Pak CJ pomohl i Madd Doggovi, ukradli OG Locovi jeho knihu veršů, tak Madd Dogg zase získal zpět svou slávu.
Ve městě pak začaly nepokoje, rabování, anarchie, chaos atd a CJ společně se Sweetem získali zpátky většinu svého území a zjistili, kde se jejich bývalý zrádný kámoš Big Smoke, se kterým mají nevyřízené účty, skrývá. Nakonec ho CJ našel v jeho drogovém doupěti, kde ho zabil a bylo mu to líto, že se Smoke rozhodl jít touhle cestou a kvůli moci, penězům a drogám zradil svoje nejbližší.
Zároveň pak CJ se Sweetem pronásledovali dalšího nepřítele, zkorumpovaného policistu Franka Tenpennyho, který v automobilové honičce havaroval. Vše se ve městě vrátilo do normálu, CJ a Sweet se všech zrádců a nepřátel zbavili, získali zpět své území, postavili gang zpět na nohy a společně to oslavili.

## Lokace
Hra se odehrává ve fiktivním státě San Andreas se třemi největšími fiktivními městy Los Santos, San Fierro a Las Venturas a v jejich okolí (venkov, poušť). Předlohou celé oblasti se staly americké státy Kalifornie a Nevada, města Los Angeles (Los Santos), San Francisco (San Fierro), Las Vegas (Las Venturas) a zlom San Andreas, který dal jméno celému fiktivnímu světu a zároveň hře její podtitul. Celková rozloha povrchu města je zhruba 29,58 km²
Hráči mohou vylézt na 800 m vysokou horu Mount Chiliad (podle Mount Diablo), skákat padákem z nejrůznějších vrcholů a mrakodrapů nebo navštívit Shermanovu přehradu (podle Hooverovy přehrady). Mezi další pozoruhodná místa patří např. Area 69 – tajná základna, jejíž předlohou byla skutečná Oblast 51.
Předchozí hry série Grand Theft Auto se odehrávaly v jednom městě, zatímco San Andreas obsahuje celý stát. Rozloha San Andreas je přibližně 44 km², téměř čtyřikrát větší než Vice City a pětkrát větší než Liberty City. Dlouhé přesuny mezi městy je možno zkrátit využitím letecké nebo železniční přepravy (letenku je nutno koupit, železniční jízdenka je zdarma). Po pár hodinách herního času (1 s = 1 min ve hře; 1 den tedy trvá 24 min.) se hráč ocitne v další stanici.

### Los Santos
Los Santos je největší město v San Andreas. Podobně jako Las Venturas je Los Santos složeno z několika různorodých oblastí. Zahrnují gangstery ovládané oblasti Ganton, Willowfield, Jefferson, Idlewood a East Los Santos, založené na jejich skutečných předlohách Compton, Willowbrook, Watts, Inglewood a East Los Angeles. Také se zde nachází rušné centrum, jehož předlohou bylo skutečné centrum Los Angeles nebo pláže Santa Maria Beach a Verona Beach, vytvořené podle pláží Santa Monica a Venice Beach. Mezi další zajímavé oblasti patří pompézní Vinewood a obrovský nápis Vinewood Sign, které jsou založeny na Hollywoodu. Také v centru (Downtown) lze najít druhou nejvyšší budovu hry podle předlohy US Bank Tower.

### San Fierro
San Fierro je nejmenší město v San Andreas. San Fierro je charakteristické svým kopcovitým terénem. Obsahuje obrovské množství lokalit, nacházejících se v San Franciscu, např. Golden Gate Bridge (ve hře Gant Bridge), Transamerica Pyramid (Big Pointy Building), čínskou čtvrť, Lombard Street nebo San Francisco Bay Bridge. Část města je, stejně jako tomu je v San Francisku, zničena zemětřesením.

### Las Venturas
Las Venturas je druhé největší město v San Andreas. Tak jako jeho předloha, město Las Vegas, je domovem legalizovaného hazardu a rozličných kasin. Několik kasin je přístupných a je možné si v nich zahrát blackjack, poker a ruletu nebo si zahrát na hracích automatech. Jsou zde také strip kluby, které stejně jako hazard k Las Vegas patří. Je to zároveň jediné město ve hře, kde se kasina vyskytují. Centru města dominuje ulice The Strip, na které se nachází známá lasvegaská kasina, např. Excalibur Hotel and Casino, Sfinga a pyramida Luxor Hotel, kasino Circus Circus a mnoho dalších. Autoři nezapomněli ani na nápis Welcome to Fabulous Las Vegas, který se nachází při příjezdu do města (ve hře tedy Welcome To Fabulous Las Venturas).

## Zbraně a vybavení
- Zbraně na blízko: pěst, boxer, baseballová pálka, obušek, tágo, hůl, lopata, vojenský nůž, golfová hůl, katana, motorová pila
- Pistole: 9mm, 9mm s tlumičem, Desert Eagle
- Samopaly: Uzi, Tec-9, MP5
- Brokovnice: brokovnice, upilovaná brokovnice, bojová brokovnice
- Útočné pušky: AK-47, M4
- Pušky: lovecká puška, odstřelovací puška
- Vrhací zbraně: granát, slzný granát, Molotovův koktejl, C-4
- Zbraně hromadného ničení: plamenomet, minigun, bazuka, RPG 7
- Vybavení: sprej, fotoaparát, noktovizor, termovize, hasicí přístroj, padák, jetpack, mobilní telefon, květina
- Užitkové předměty: dildo, vibrátor

## Sprejerské tagy, fotografování, sbírání podkov a mušlí

### Sprejerské tagy
V Los Santos se nachází 100 sprejerských tagů. Úkolem hráče je všechny najít a posprejovat. Po úspěšném posprejování všech 100 tagů se v CJově domě v Grove Street bude nacházet AK-47, Tec-9, upilovaná brokovnice a Molotovovy koktejly.

### Fotografování
V San Fierru se nachází 50 míst pro fotografování. Úkolem hráče je všechna místa najít a vyfotografovat. Po úspěšném pořízení všech 50 fotek se bude u garáže v Doherty nacházet Uzi, brokovnice, odstřelovačka a granáty.

### Podkovy
V Las Venturas se nachází 50 podkov. Úkolem hráče je všechny podkovy najít a posbírat. Po úspěšném shromáždění všech 50 podkov se bude před kasinem Four Dragons nacházet M4, MP5, bojová brokovnice a nálože.

### Mušle
Po celé mapě San Andreas se nachází 50 mušlí. Úkolem hráče je všechny mušle najít a posbírat. Po úspěšném shromáždění všech 50 mušlí se vám zvýší kapacita plic a Sex-appeal.

## Seznam misí
Toto je kompletní seznam dějových misí v Grand Theft Auto: San Andreas. K dispozici je celkem 100 misí (101 včetně úvodní sekvence), což z této hry dělá titul Grand Theft Auto u většiny misí.

### Los Santos
V Los Santos je 29 misí (včetně úvodní sekvence):
- In the Beginning
- Big Smoke
- Sweet & Kendl
- Ryder
- Tagging Up Turf
- Cleaning the Hood
- Drive-Thru
- Nines and AK's
- Drive-By
- Sweet's Girl
- Cesar Vialpando
- OG Loc
- Running Dog
- Wrong Side of the Tracks
- Just Business
- Home Invasion
- Catalyst
- Robbing Uncle Sam
- High Stakes, Low Rider
- Life's a Beach
- Madd Dogg's Rhymes
- Management Issues
- House Party
- Burning Desire
- Gray Imports
- Doberman
- Los Sepulcros
- Reuniting the Families
- The Green Sabre

### Venkov
Na venkově je 14 misí (4 mise jsou filmové scény pro loupežné mise):
- Badlands
- First Date
- Tanker Commander
- Body Harvest
- King in Exile
- First Base
- Local Liquor Store
- Gone Courting
- Against All Odds
- Made in Heaven
- Small Town Bank
- Wu Zi Mu
- Farewell, My Love...
- Are You Going to San Fierro?

### San Fierro
V San Fierru je 26 misí:
- Wear Flowers in Your Hair
- 555 We Tip
- Deconstruction
- Air Raid (Volitelná)
- Supply Lines... (Volitelná)
- New Model Army (Volitelná)
- Photo Opportunity
- Jizzy
- T-Bone Mendez
- Mike Toreno
- Mountain Cloud Boys
- Ran Fa Li
- Lure
- Amphibious Assault
- The Da Nang Thang
- Outrider
- Snail Trail
- Ice Cold Killa
- Pier 69
- Toreno's Last Flight
- Yay Ka-Boom-Boom
- Back to School (Volitelná)
- Zeroing In (Volitelná)
- Test Drive (Volitelná)
- Customs Fast Track (Volitelná)
- Puncture Wounds (Volitelná)

### Poušť
V poušti se nachází 9 dějových misí:
- Monster
- Highjack
- Interdiction
- Verdant Meadows
- Learning to Fly
- N.O.E.
- Stowaway
- Black Project
- Green Goo

### Las Venturas
V Las Venturas je 19 dějových misí:
- Fender Ketchup
- Explosive Situation
- You've Had Your Chips
- Don Peyote
- Architectural Espionage (Volitelná)
- Key to Her Heart (Volitelná)
- Dam and Blast (Volitelná)
- Cop Wheels (Volitelná)
- Up, Up and Away! (Volitelná)
- Intensive Care
- The Meat Business
- Fish in a Barrel
- Madd Dogg
- Freefall
- Misappropriation
- High Noon
- Saint Mark's Bistro
- Breaking the Bank at Caligula's (Volitelná)
- A Home in the Hills

### Návrat do Los Santos
Po návratu je v Los Santos 8 příběhových misí:
- Vertical Bird
- Home Coming
- Cut Throat Business
- Beat Down on B Dup
- Grove 4 Life
- Riot
- Los Desperados
- End of the Line

## Soundtrack
Stejně jako minulé díly GTA obsahuje i San Andreas rozmanitý soundtrack, složený z písní doby, ve které se GTA: San Andreas odehrává. Nejznámějšími autory, jejíchž písně ve hře zazní, jsou The Who, Guns N' Roses, Lynyrd Skynyrd, Depeche Mode, James Brown, Soundgarden, Snoop Dogg, 2Pac, Dr. Dre nebo Ozzy Osbourne.
San Andreas obsahuje jedenáct rozhlasových stanic: WCTR (talk radio), Master Sounds 98.3 (hrající mnoho funkových a soulových písní nahraných hip-hopovými autory devadesátých let), K-Jah West (dub a reggae), CSR (new jack swing), Radio X (alternativní rock a grunge), Radio Los Santos (gangsta rap), SF-UR (house), Bounce FM (funk), K-DST (klasický rock), K-Rose (country) a Playback FM (klasický hip hop).

## Kontroverznost
Hra se často stávala – zejména v Německu či USA – terčem některých politiků[koho?], snažících se ji zakázat pro zobrazované násilí, zločiny a (díky modifikaci známé jako Hot Coffee) také necenzurovaným sexuálním scénám.

## Ceny
GTA:SA vyhrálo několik ocenění:
IGN:
- PS2 hra roku 2004
- PS2 akční hra roku 2004
- PS2 herní příběh roku 2004

GameSpot:
- PS2 hra roku 2004
- Nejlepší akční adventura
- Nejlepší herní dabing
- Nejzábavnější hra

## Modifikace
Grand Theft Auto: San Andreas je velmi známý díky modifikacím. Modifikace umožňují si změnit herní požitek nebo kompletně celou hru podle sebe. Mezi populární modifikace patří San Andreas Multiplayer, který umožňuje hrát hru po Internetu nebo lokální síti (viz Multiplayer sekce). Většina modifikací podporuje jenom verzi hry v1.0 (první krabicová verze).
Zde je seznam pár známých modifikací:
- Ultimate ASI Loader – Umožňuje spouštět modifikace s příponou .ASI. Jako alternativa existuje Silent's ASI Loader.
- ThirteenAG's Widescreen Fix – Zpřístupní vyšší rozlišení obrazovky a opravuje uživatelské rozhraní.
- SilentPatch – Opravuje stovky chyb a zvyšuje kompatibilitu (př. nefunkční myš v menu nebo časté pády hry)
- GInput – Umožňuje používat XInput gamepady (Xbox ovladače) s podporou vibrací.
- SkyGfx – Umožňuje vrátit grafiku z PS2 a opravuje grafické chyby.
- ModLoader – Umožňuje instalovat modifikace bez nahrazování originálních souborů.
- CLEO Library – Velmi známá knihovna pro vytváření modifikací. Jako alternativita existuje MoonLoader.
- Open Limit Adjuster – Dynamicky ničí limity hry a tím umožňuje přidávat nové vozidla, postavy a objekty (ne nahrazovat!). Tato modifikace taky opravuje pády hry nebo mizení objektů (tzv. stream memory bug). Jako alternativita existuje pokročilá verze fastman92 limit adjuster.
- Project2DFX – Přidá noční světla a zvyšuje vykreslovací vzdálenost.

## Multiplayer
V současné době vyšlo již několik neoficiálních multiplayerů (oficiální nikdy nevyšel[zdroj⁠?!]).

### San Andreas Multiplayer
San Andreas Multiplayer, zkratkou SA:MP je jeden z nejrozšířenějších módů pro hru Grand Theft Auto: San Andreas. Jeho současná verze byla vydána v lednu 2018 a je to doposud nejoblíbenější GTA:SA modifikace pro více hráčů. Hlavní stránka módu SA:MP je sa-mp.mp.
Herní módy 
Pro SA:MP byl upraven, pro potřeby multiplayeru optimalizovaný, programovací jazyk nazvaný Pawn a existuje mnoho editorů, z nichž nejznámější je Pawno. Díky němu existuje mnoho herních modů. Mezi oficiální mody patří Las Venturas Deathmatch, Protect The Prime Minister, San Fierro TDM, Rivershell a další. Některé mody jsou ve stylu Roleplay (počty hráčů se pohybují v tisících, především na ruských serverech), kde získáváte peníze, schopnosti a plníte úkoly a hrajete tak, jako byste byla ona postava. Roleplay má spoustu pravidel, která musí být většinou nastudována před připojením na server. Mezi významné módy patří např. Los Santos Roleplay – nejznámější na světě (v angličtině), San Francisco Bay Roleplay – první český roleplay (2012–2019), největší počty hráčů ale dlouhodobě zaznamenávají ruské a české servery. V jiných módech jde například jen o několikaminutový, většinou týmový, boj mezi hráči s nějakým cílem (ochrana někoho/něčeho; snaha zničit nebo zabít něco/někoho). Oblíbené jsou také tzv. Stunt mody, ve kterých hráči překonávají různé překážky, skokánky a jiné bláznivé kousky. V posledních letech atraktivita SAMP a MTA:SA upadá, především kvůli přesunu hráčů na nové hry a platformy jako je GTA V (FiveMP, RageMP). O úpadku vypovídá i zánik dříve úspěšných a dlouho dobu provozovaných serverů, např. San Francisco Bay 2009–2019 (do 2012 freeroom, poté roleplay).
Klient 
Klient SA:MP je externí aplikace. Po vybrání serveru, oficiálního nebo neoficiálního, klient spustí spouštěcí soubor původní hry s potřebnými úpravami (např. chat, statistiky). Současná verze klienta je ke stažení zde: , která nemá tolik bugů a je v ní spousta nových možností.

### Multi Theft Auto: San Andreas
Multi Theft Auto: San Andreas, zkratkou MTA:SA, je druhým nejznámějším multiplayerem. MTA:SA Race byl ve svých začátcích značně omezený a v porovnání s SA:MP ztrácel v tom, že nešlo vystoupit z aut a celá hra se odehrávala v nich (závody, honičky, Destruction Derby…), čímž se značně omezovala variabilita. Novější verze už pohyb pěšky umožňují a podobá se více singleplayeru. Je možné si zde měnit oblečení, jsou zde „nehrané“ postavy hráči, přehrávání zvuků (NPC může tedy mluvit), zobrazování obrázků aj. Komplikovanost jazyka LUA je ale vyšší než PAWN.